# 大拟啄木鸟
大拟啄木鸟又名大擬鴷，为须鴷科拟啄木属的鸟类。该物种的模式产地在中国。

## 亚种
- 大拟啄木鸟滇西亚种（学名：Psilopogon virens clamator）。在中国大陆，分布于云南等地。该物种的模式产地在云南。[3]
- 大拟啄木鸟滇南亚种（学名：Psilopogon virens magnifica）。在中国大陆，分布于云南等地。该物种的模式产地在印度。[4]
- 大拟啄木鸟西藏亚种（学名：Psilopogon virens marshallorum）。在中国大陆，分布于西藏等地。该物种的模式产地在喜马拉雅山脉。[5]
- 大拟啄木鸟指名亚种（学名：Psilopogon virens virens）。在中国大陆，分布于四川、云南、东至安徽、浙江、福建等地。该物种的模式产地在中国。[6]

## 外部連結
- 大擬啄木鳥(Psilopogon virens)鳴聲（页面存档备份，存于）香港觀鳥會鳥鳴集